# Бюлент Ерсой
Бюлент Еркоч (тур. Bülent Erkoç), відома як Ерсой (тур. Bülent Ersoy; нар. 9 червня 1952 року, Стамбул, Туреччина) — турецька трансгендерна співачка і акторка. Одна з найвідоміших турецьких виконавиць, яку фанати називають Дівою. Серед їїї хітів "Geceler" (Ночі), "Maazallah" (Боронь Боже!), "Biz Ayrılamayız" (Ми не можемо розлучитись), "Sefam Olsun" (Я рада собі), "Bir Tanrıyı Bir de Beni Sakın Unutma" (Ніколи не забувай Бога і мене).

## Біографія

### 1952–1973: Ранні роки
Бюлент Еркоч народився у 1952 у м. Стамбул. Змінив своє прізвище на милозвучне Ерсой і розпочав кар`єру як співак у жанрі традиційної турецької музики, а незабаром став і актором. Перші уроки музики йому дала бабуся, яка грала класичну турецьку музику. Потім він навчався у Стамбульській муніципальній консерваторії. Бюлент Ерсой став популярним на Батьківщині та за кордоном у 1981, після операції зі зміни статі, здійсненої у Лондоні у 1980 році. Було вирішено зберегти суто чоловіче ім`я Бюлент.

### Часи заборон
Після операції зі зміни статі Ерсой опинилась в опозиції до нового керівника Туреччини - Кенана Еврена, який прийшов до влади внаслідок Турецького державного перевороту 1980 року. Через заборону трансґендерним виконавцям виступати, Ерсой звернулася до суду про визнання її жінкою. Після відхилення цієї петиції у січні 1982 року, вона спробувала вчинити самогубство. У 1983 році вона залишила Туреччину на знак протесту  проти політичних репресій режиму Еврена і продовжила кар`єру в Німеччині.
Займаючись музикою, Ерсой також створила у Німеччині кілька турецьких фільмів. У цей час у неї розпочалися стосунки з Біролом Гюрканли.

### Трансідентичність та популярність

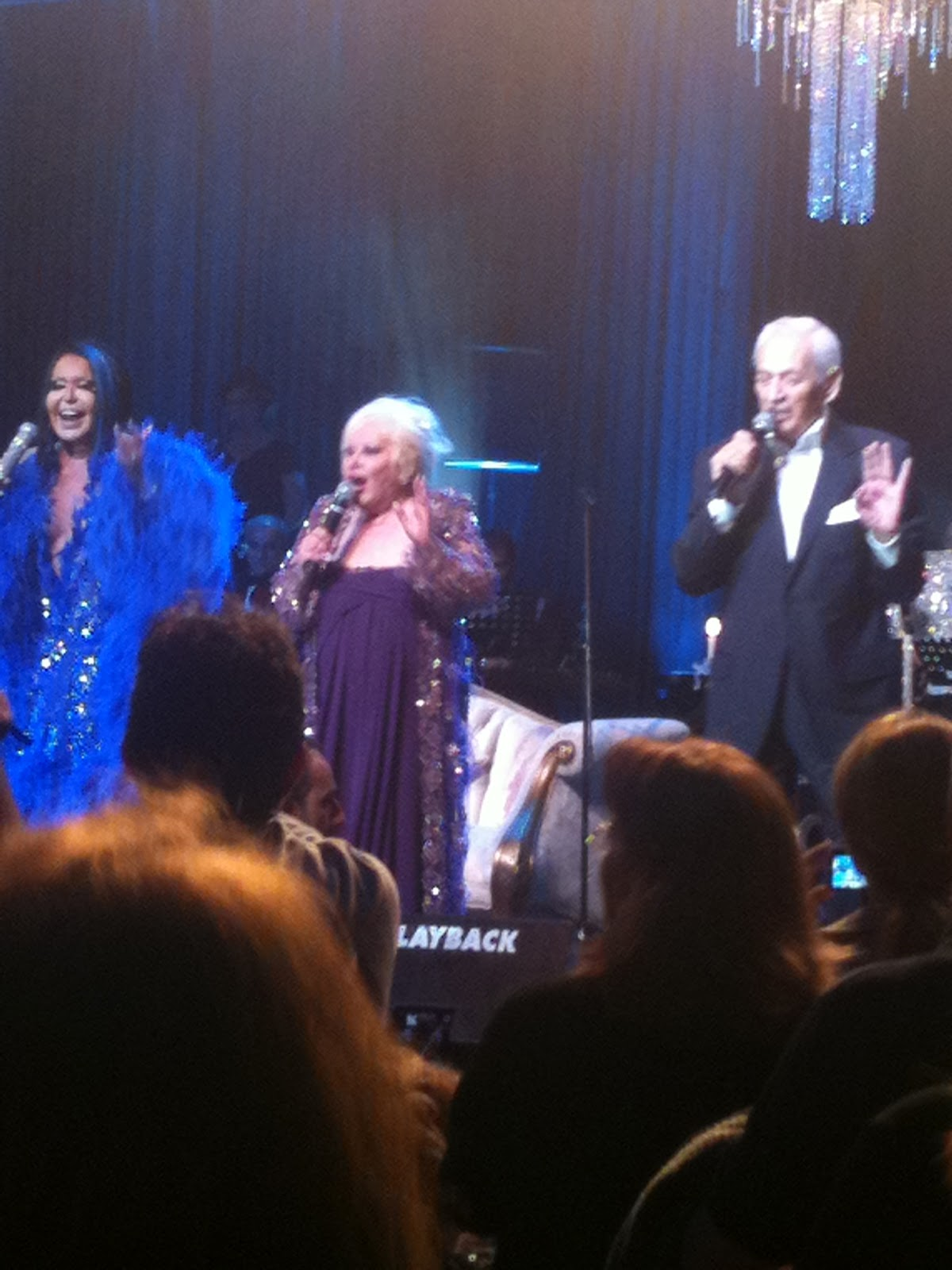
Турецькі співаки Бюлент Ерсой, Муацез Абаджи і Аднан Шенсес, 2012 р.

У 1988 р. турецький Цивільний кодекс було переглянуто таким чином, щоб ті, хто здійснив операцію зі зміни статі, могли подати заяву на отримання особової картки. Ерсой незабаром повернулася до виконавської й акторської діяльності, набувши ще більшої популярності, ніж раніше. Публіка навіть почала називати її "Abla" (турецькою - "старша сестра").
Знаходилися й критики її творчості. У своєму альбомі Alaturka вона співала азан як частину твору Aziz İstanbul', що разом із її транссексуальністю обурило багатьох мусульманських релігійних діячів. 
Вона продовжувала виступати на телебаченні й була членом журі одного з найпопулярніших телевізійних шоу Туреччини "Popstar Alaturka".
3 жовтня 2011 року вийшов новий альбом Ерсой Aşktan Sabıkalı. До нього увійшли пісні Джана Танрияра "Alışmak İstemiyorum", Орхана Генджебая "Bir Teselli Ver", (Give Me Support) і Гюльшен "Aşktan Sabıkalı". Яскравим доповненням до альбому став дует із Тарканом, музичне відео "Bir Ben Bir Allah Biliyor" отримало понад 10 мільйонів переглядів на YouTube.
У березні 2019 року опубліковано нову пісню, написану Тарканом, під назвою "Ümit Hırsızı".

### Особисте життя
У 1998 р. одружилася з Джемом Адлером (Cem Adler), більш ніж на 20 років молодшим за неї. Вони розлучилися у 1999 р. У липні 2007 року пошлюбила учасника "Popstar Alaturka" Армагана Узуна (Armağan Uzun), проте у січні 2008 року подала на розлучення.

## Дискографія
Альбоми
- Konser 1 (1976)
- Konser 2 (1977)
- Orkide 1 (1978)
- Orkide 2 (1979)
- Beddua (1980)[3]
- Yüz Karası (1981)
- Mahşeri Yaşıyorum (1982)
- Ak Güvercin (1983)
- Düşkünüm Sana (1984)
- Yaşamak İstiyorum (1985)
- Anılardan Bir Demet (1986)
- Suskun Dünyam (1987)
- Biz Ayrılamayız (1988)
- İstiyorum (1989)
- Öptüm (1990)
- Bir Sen, Bir De Ben (1991)
- Ablan Kurban Olsun Sana (1992)
- Sefam Olsun (1993)
- Akıllı Ol (1994)
- Benim Dünya Güzellerim (1995)
- Alaturka 95 (1995)
- Maazallah (1997)
- Alaturka 2000 (2000)
- Canımsın (2002)
- Aşktan Sabıkalı (2011)
- Diva'dan Muhteşem Yıllar Box Set (2013)
- Alaturka (2018)

Синґли
- "Ümit Hırsızı" (2019)

## Фільмографія
- Sıralardaki Heyecan (1976)
- Ölmeyen Şarkı (1977)
- İşte Bizim Hikayemiz (1978)
- Beddua (1980)
- Söhretin Sonu (1981)
- Acı Ekmek (1984)
- Asrın Kadını (1985)
- Tövbekar Kadın (1985)
- Benim Gibi Sev (1985)
- Efkarlıyım Abiler (1986)
- Yaşamak İstiyorum 1 (1986)
- Yaşamak İstiyorum 2 (1986)
- Kara Günlerim (1987)
- Biz Ayrılamayız (1988)
- İstiyorum (1989)

## Дивитись також
- Список турецьких музикантів
- Музика Туреччини